# Елдинов, Фёдор Андреевич
Фёдор Андре́евич Елди́нов (род. 20 декабря 1946, Феодосия) — советский и российский художник-мультипликатор и художник-постановщик, а также продюсер. Известен по таким проектам как «Ну, погоди!», «Маугли», «Котёнок с улицы Лизюкова» и «Бобик в гостях у Барбоса».

## Биография
Фёдор Елдинов родился 20 декабря 1946 в Феодосии. С 1962 по 1965 год учился в Феодосийской школе живописи им. И. К. Айвазовского под руководством Н. С. Барсамова. С 1965 по 1966 проучился на вечерних курсах мультипликаторов на базе Всероссийского государственного института кинематографии имени С. А. Герасимова. Также с 1965 по 1966 год работал подсобным рабочим на киностудии «Союзмультфильм», с 1966 по 1969 годы служил в срочную службу а рядах Советской Армии, а с 1969 по 1992 работал на киностудии «Союзмультфильм» уже как художник-мультипликатор. Начинал свою карьеру как художник-мультипликатор на первом выпуске известного мультсериала «Ну, погоди!», где и начал сотрудничество с режиссёром Вячеславом Котёночкиным.
Фёдор Елдинов, художник мультфильма «Ну, погоди!» вспоминает, как создавал Волка.

«Сцена с волком: волк закуривает, идет, сшибает урну и… конец сцены. Он [Котёночкин] мне показал, как это делается. Я должен представить это и нарисовать на бумаге этот образ, и все движения, то, что сказал Слава».— Фёдор Елдинов.
Также Елдинов сотрудничал с режиссёрами Романом Давыдовым, Леонидом Каюковым, Юрием Прытковым и Владимиром Морозовым.
Создатели мультфильма «Трое из Простоквашино» долго не могли найти образ мальчика, в итоге им стал сам Елдинов. «Как-то сидели мы втроем в ресторане — Володя Попов, Слава Котеночкин и я. Слава вдруг сказал Володе: „Ну что ты мучаешься? Вот же перед тобой вылитый Дядя Федор“ — и тут же на салфетке нарисовал шарж на меня — вихрастые волосы, курносый нос. На том и порешили».
С 1992 по 1996 является первым заместителем генерального директора и преподаватель анимации на студии «Аргус», а с 1996 года — президент кинокомпании «Ментор-Синема».

## Фильмография

### Художник-мультипликатор
- 1969—1986 — Ну, погоди! (1, 3, 6, 7, 12, 13, 15, 16 выпуски)
- 1970 — Сказка сказывается
- 1971 — Алло! Вас слышу!
- 1972 — В тридесятом веке
- 1972 — Песня о юном барабанщике
- 1972 — Фока – на все руки дока
- 1973 — Маугли
- 1973 — Вася Буслик и его друзья
- 1974 — Мешок яблок
- 1974 — С бору по сосенке
- 1975 — Василиса Микулишна
- 1975 — Мимолётности
- 1975 — Ох и Ах
- 1975 — Квака-задавака
- 1976 — Муха-цокотуха
- 1976 — Косарь-богатырь
- 1976 — Сказка про лень
- 1976 — Младший брат
- 1977 — Бобик в гостях у Барбоса
- 1977 — Мальчик-с-пальчик
- 1977 — Ох и Ах идут в поход
- 1977 — Весёлая карусель № 9
- 1978 — Дед Мороз и серый волк
- 1978 — Подарок для самого слабого
- 1978 — Последняя невеста Змея Горыныча
- 1978 — Барс лесных дорог
- 1979 — Кто получит приз?
- 1979 — Почти невыдуманная история
- 1979 — Пациент с бутылкой
- 1980 — Лебеди Непрядвы
- 1980 — Волшебный самовар
- 1980 — Пустомеля
- 1981 — Забор
- 1985 — Пропал Петя-петушок
- 1986 — На воде
- 1986 — Сын камня и великан
- 1987 — Поползновение
- 1987 — Прямое попадание
- 1988 — Седой медведь
- 1988 — Котёнок с улицы Лизюкова
- 1988 — Таракан
- 1989 — Надводная часть айсберга
- 1997 сериал — Иван и Митрофан

### Художник-постановщик
- 1990 — Крылатый, мохнатый да масленый
- 1990 — Коллаж

### Продюсер
- 1992 — Леато и Феофан. Партия в покер[5][6]
- 1997 сериал — Иван и Митрофан